# Guido Caroli
Guido Caroli (Milano, 9 maggio 1927 – Milano, 8 settembre 2021) è stato un pattinatore di velocità su ghiaccio italiano.

## Biografia
Nato nel 1927 a Milano, a 20 anni partecipò ai Giochi olimpici di Sankt Moritz 1948 nelle gare dei 1500 e 5000 m, piazzandosi rispettivamente 36º in 2'30"9 e 31º in 9'21"3.
4 anni dopo prese parte di nuovo alle Olimpiadi, quelle di Oslo 1952, nei 10000 m, terminando 28º in 19'13"6.
A Cortina d'Ampezzo 1956 fu l'ultimo tedoforo; prima di accendere il braciere olimpico cadde inciampando su un cavo, riuscendo comunque a mantenere la torcia accesa. In quei Giochi partecipò nei 500 e nei 1500 m, arrivando rispettivamente 33º in 43"9 e 42º in 2'20"0.